# Potenza
Pour les articles homonymes, voir Potenza (fleuve).
Potenza (Potence en français) est une ville italienne, chef-lieu de la province homonyme et de la région de la Basilicate en Italie méridionale.

## Géographie

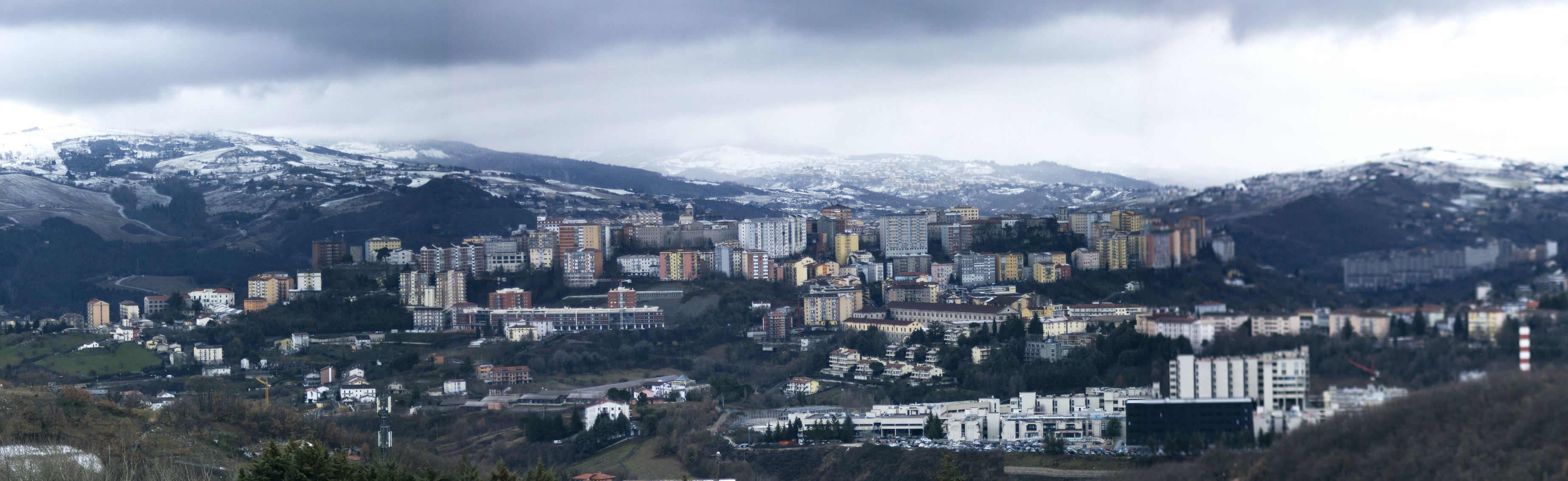
Paysage urbain.

La ville est située dans la haute vallée du Basento et dominée par les Apennins dont notamment les monts Li Foj, sur une zone sismique. La ville ancienne culmine à 819 m d'altitude et les quartiers modernes sont étagés jusqu'au cours de la rivière.

## Toponymie
La ville est appelée Potence en français.

## Histoire
Potenza est peuplée depuis le IVe siècle av. J.-C. Elle devient préfecture romaine sous le nom de Potentia, au IIIe siècle av. J.-C.
Au Ve siècle, elle subit les invasions lombardes et devient archevêché. Elle prend une certaine importance lors de la domination normande.
En 1694, la ville fut détruite par l'un des terribles tremblements de terre qui émaillent l'histoire de la région. Celui de 1857 détruisit de nombreux  monuments historiques. Le dernier séisme du 23 novembre 1980 affecta toute la Basilicate et également Potenza. Il fit près de 3 000 morts avec une magnitude 7 sur l'échelle de Richter.
Potenza est déclarée chef lieu de région par Napoléon en 1806. 
La ville est bombardée en 1943.

## Économie
Potenza est le centre administratif et économique de la Basilicate.

## Monuments et patrimoine

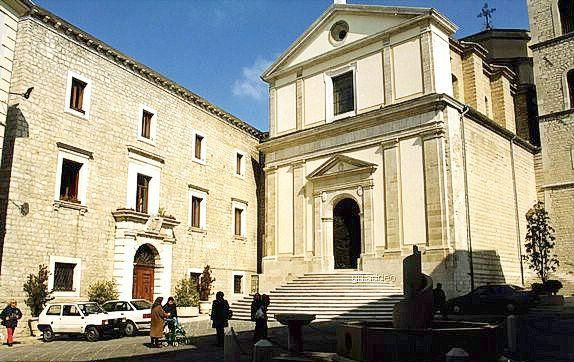
La place de la cathédrale

- Cathédrale de Potenza

### Le palais du gouvernement
Le palais du gouvernement et la place où il se trouve sont dédiés à un personnage historique très célèbre, martyr de la république Mario Pagano.
Actuellement,le bâtiment se présente en grande partie transformé par rapport à ses origines.
Après le tremblement de terre de la nuit entre le 16 et le 17 décembre 1857, le bâtiment a subi des dommages qui l'ont dêcrêté non utilisable.
Les jours suivant la catastrophe, commence la reconstruction du palais, en travaillant de manière ininterrompue, même en hiver.
En 1860, le premier préfet de la province de la Basilicate se transféra dans ce bâtiment.
En annexe au palais du gouvernement se trouve la villa du préfet, qui surgit à proximité de la place Mario Pagano et correspond au jardin du palais du gouvernement.
La villa, qui se présente avec des caractéristiques typiques du XXe siècle, s'étend sur un terrain escarpé, en occupant un grand escarpement, dont une grande partie avec une tendance rectiligne ou curviligne.

### Viadotto dell'Industria

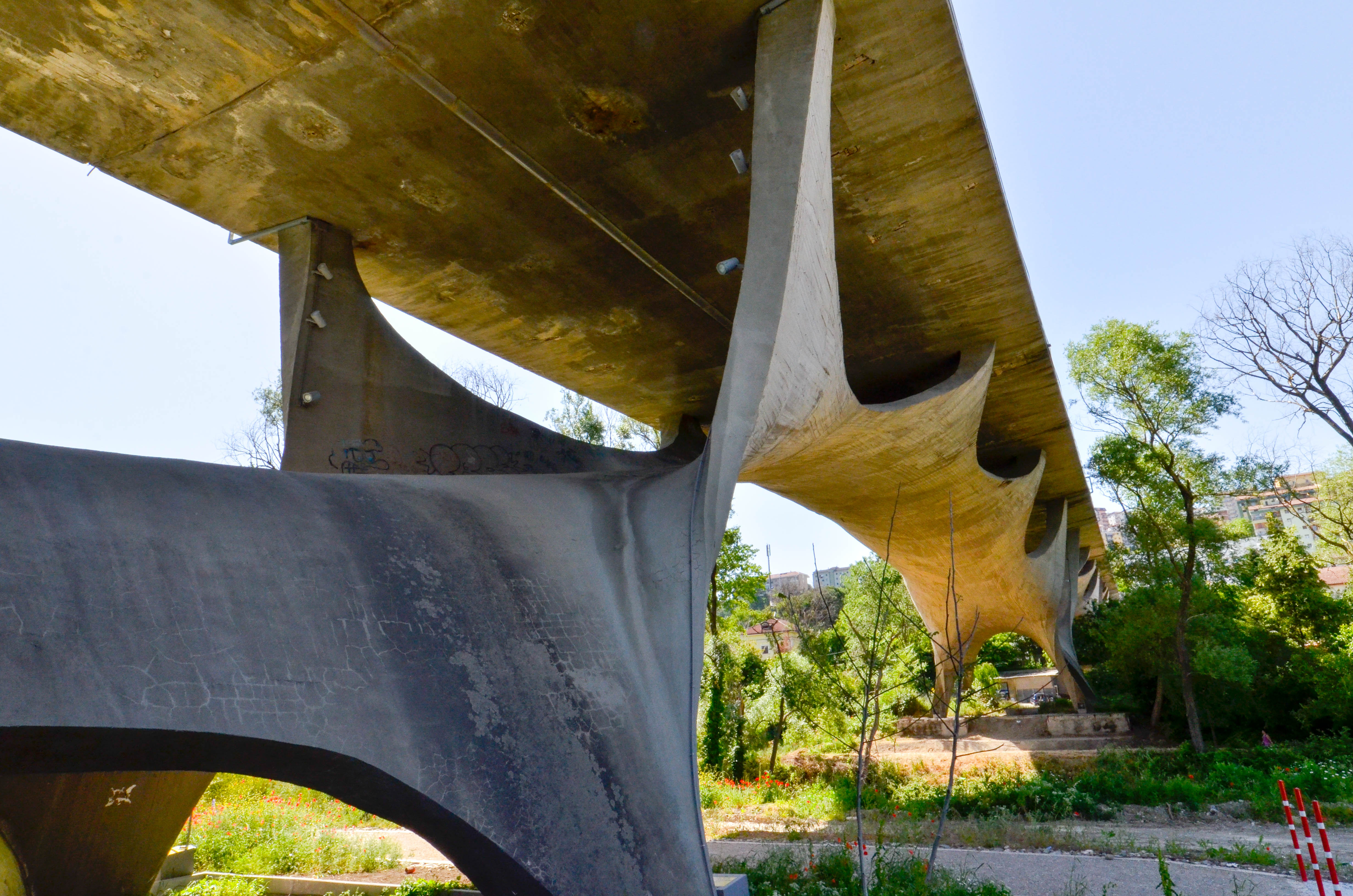
Le pont de Musmeci, ouvrage d'art emblématique situé au sud de la ville.

Dans les années 1970, un pont présentant un intérêt architectural unique en Italie a été construit dans la ville. Il s'agit du pont de Musmeci ou viadotto dell'Industria, constituant le lien routier entre la sortie « Potenza centre » sur la jonction du raccord autoroutier RA5 et les principales voies d'accès dans la zone sud de la ville. 
Long de 560 mètres, il enjambe le fleuve Basento, trois lignes de chemin de fer (Foggia-Potenza, Battipaglia-Potenza-Metaponto, Altamura-Avigliano-Potenza) et deux rues principales de la ville, la viale Guglielmo Marconi et la viale del Basento, rejoignant la via Nicola Vaccaro dans le tronçon terminal. 
En 2003, le pont a été déclaré « monument d'intérêt culturel » par le ministère du Patrimoine et de la Culture.

## Administration
| Période                                  | Période         | Identité           | Étiquette | Qualité |
| ---------------------------------------- | --------------- | ------------------ | --------- | ------- |
| 7 mai 1995                               | 13 juin 1999    | Domenico Potenza   | PDS       |         |
| 13 juin 1999                             | 14 juin 2004    | Gaetano Fierro     | UDEUR     |         |
| 14 juin 2004                             | 23 juin 2014    | Vito Santarsiero   | PD        |         |
| 23 juin 2014                             | 20 juin 2019    | Dario De LucaParti | Fdl       |         |
| 20 juin 2019                             | 10 juillet 2024 | Mario Guarente     | Ligue     |         |
| 10 juillet 2024                          | En cours        | Vincenzo Telesca   | PD        |         |
| Les données manquantes sont à compléter. |                 |                    |           |         |

### Hameaux
Dragonara, Cerreta, Trinità Sicilia, Valle Paradiso, Costa della Gaveta 

### Communes limitrophes
Anzi, Avigliano, Brindisi Montagna, Picerno, Pietragalla, Pignola, Ruoti, Tito, Vaglio Basilicata

## Personnalités liées à Potenza
- Franco Angrisano (1926-1996), acteur.
- Bonaventure de Potenza (1651-1711), religieux.
- Tanio Boccia (1912-1982), réalisateur.
- Nuccia Cardinali (1943), actrice.
- Emilio Colombo (1920-2013), homme politique.
- Francesco Colonnese (1971), footballeur.
- Ruggero Deodato (1939-2022), réalisateur.
- Antonella Micca (1982), joueuse de volley-ball.
- Donato Sabia (1963), athlète.
- Antonio Santoro (1989), coureur cycliste sur route.
- Roberto Speranza (1979), homme politique.
- Francescantonio Nolè (1948-2022), archevèque catholique italien.